# Вольная борьба на летних Олимпийских играх 1968 — до 57 кг
Соревнования по вольной борьбе в рамках Олимпийских игр 1968 года в легчайшем весе (до 57 килограммов) прошли в Мехико с 17 по 29 октября 1968 года в «Ice Rink of the Insurgents».
Турнир проводился по системе с начислением штрафных баллов.
- 0 штрафных очков в случае чистой победы или дисквалификации противника, а также неявки;
- 0,5 штрафных очка в случае победы ввиду явного технического превосходства (на восемь и более баллов);
- 1 штрафное очко в случае победы по баллам (с разницей менее восьми баллов);
- 2 штрафных очка в случае результативной ничьей;
- 2,5 штрафных очка в случае безрезультатной ничьей (пассивной ничьей);
- 3 штрафных очка в случае поражения по баллам (с разницей менее восьми баллов);
- 3,5 штрафных очка в случае поражения ввиду явного технического превосходства соперника (на восемь и более баллов);
- 4 штрафных очка в случае чистого поражения или дисквалификации а также неявки.

Трое оставшихся борцов выходили в финал, где проводили встречи между собой. Встречи между финалистами, состоявшиеся в предварительных схватках, шли в зачёт. Схватка по регламенту турнира продолжалась 9 минут в три трёхминутных периода, в партер ставили менее активного борца. Мог быть назначен овертайм. 
В легчайшем весе боролись 21 участник. Самым молодым участником был 18-летний Марко Теран, самым возрастным 30-летний Али Алиев. Али Алиев, будучи чемпионом мира 1966 и 1967 годов (а всего пятикратным чемпионом мира), чемпионом Европы 1968 года, ехал на свою третью олимпиаду как явный претендент на золотую медаль. Турнир проходил очень напряжённо, финалисты турнира не определились даже после 6 кругов. Всё решилось в седьмом круге. Лидировавший в турнире действующий олимпийский чемпион Ёдзиро Уэтакэ свёл вничью встречу с иранцем Абуталебом Талеби. Ничьи было достаточно для японского борца чтобы остаться в турнире; но эта ничья выбрасывала из турнира иранского борца. Во второй встрече седьмого круга боролись Алиев и американский борец Дональд Бем. Лишь чистая победа одного из борцов могла оставить кого-то из них для участия в финале, все остальные результаты отдавали золотую медаль японцу. Американский борец победил по очкам Алиева, и пятикратный чемпион мира на своей третьей и последней олимпиаде снова остался за чертой призёров. Эта победа принесла Бему «серебро», а Талеби стал бронзовым призёром.

## Призовые места
- Ёдзиро Уэтакэ (JPN)
- Дональд Бем (USA)
- Абуталеб Талеби (IRI)

## Первый круг
| Штрафных баллов | Участник 1              | Результат               | Участник 2            | Штрафных баллов |
| --------------- | ----------------------- | ----------------------- | --------------------- | --------------- |
| 0               | Херб Зингерман (CAN)    | Туше (4:02)             | Рожелио Фаматид (PHI) | 4               |
| 1               | Хасан Севинч (TUR)      | По очкам                | Симеон Шутев (YUG)    | 3               |
| 1               | Иван Шавов (BUL)        | По очкам                | Чан Гён Му (KOR)      | 3               |
| 0               | Ёдзиро Уэтакэ (JPN)     | Туше (2:47)             | Марко Теран (ECU)     | 4               |
| 1               | Збигнев Жедзицкий (POL) | По очкам                | Хорст Майер (GDR)     | 3               |
| 1               | Пекка Аланен (FIN)      | По очкам                | Николае Кристеа (ROU) | 3               |
| 0               | Али Алиев (URS)         | Дисквалификация         | Мойзес Лопес (MEX)    | 4               |
| 1               | Базарин Сухбаатар (MGL) | По очкам                | Ахмад Джан (AFG)      | 3               |
| 0,5             | Абуталеб Талеби (IRI)   | За явным превосходством | Хавье Раксон (GUA)    | 3,5             |
| 1               | Дональд Бем (USA)       | По очкам                | Мухаммад Сардар (PAK) | 3               |
| 0               | Бишамбар Сингх (IND)    | Пропускал               |                       |                 |

## Второй круг
| Штрафных баллов | Участник 1              | Результат               | Участник 2              | Штрафных баллов |
| --------------- | ----------------------- | ----------------------- | ----------------------- | --------------- |
| 0,5             | Бишамбар Сингх (IND)    | За явным превосходством | Херб Зингерман (CAN)    | 3,5             |
| 2               | Хасан Севинч (TUR)      | По очкам                | Чан Гён Му (KOR)        | 6               |
| 2               | Иван Шавов (BUL)        | Туше (9:00)             | Симеон Шутев (YUG)      | 7               |
| 1               | Збигнев Жедзицкий (POL) | Туше (2:10)             | Марко Теран (ECU)       | 8               |
| 0               | Ёдзиро Уэтакэ (JPN)     | Туше (1:43)             | Хорст Майер (GDR)       | 7               |
| 4,5             | Мойзес Лопес (MEX)      | За явным превосходством | Пекка Аланен (FIN)      | 4,5             |
| 1               | Али Алиев (URS)         | По очкам                | Николае Кристеа (ROU)   | 6               |
| 1,5             | Абуталеб Талеби (IRI)   | По очкам                | Ахмад Джан (AFG)        | 6               |
| 4               | Мухаммад Сардар (PAK)   | По очкам                | Базарин Сухбаатар (MGL) | 4               |
| 1               | Дональд Бем (USA)       | Туше (6:20)             | Хавье Раксон (GUA)      | 7,5             |
| 4               | Рожелио Фаматид (PHI)¹  | Пропускал               |                         |                 |

¹ Снялся с соревнований

## Третий круг
| Штрафных баллов | Участник 1              | Результат               | Участник 2              | Штрафных баллов |
| --------------- | ----------------------- | ----------------------- | ----------------------- | --------------- |
| 1,5             | Бишамбар Сингх (IND)    | По очкам                | Хасан Севинч (TUR)      | 5               |
| 2               | Иван Шавов (BUL)        | Туше (1:08)             | Херб Зингерман (CAN)    | 7,5             |
| 1               | Ёдзиро Уэтакэ (JPN)     | По очкам                | Збигнев Жедзицкий (POL) | 4               |
| 1,5             | Али Алиев (URS)         | За явным превосходством | Пекка Аланен (FIN)      | 8               |
| 4               | Базарин Сухбаатар (MGL) | Туше (9:52)             | Мойзес Лопес (MEX)      | 8,5             |
| 2,5             | Абуталеб Талеби (IRI)   | По очкам                | Мухаммад Сардар (PAK)   | 7               |
| 1               | Дональд Бем (USA)       | Пропускал               |                         |                 |

## Четвёртый круг
| Штрафных баллов | Участник 1              | Результат               | Участник 2              | Штрафных баллов |
| --------------- | ----------------------- | ----------------------- | ----------------------- | --------------- |
| 1,5             | Дональд Бем (USA)       | За явным превосходством | Бишамбар Сингх (IND)    | 5               |
| 7,5             | Хасан Севинч (TUR)      | Ничья                   | Иван Шавов (BUL)        | 4,5             |
| 3,5             | Али Алиев (URS)         | Ничья                   | Ёдзиро Уэтакэ (JPN)     | 3               |
| 5               | Збигнев Жедзицкий (POL) | По очкам                | Базарин Сухбаатар (MGL) | 7               |
| 2,5             | Абуталеб Талеби (IRI)   | Пропускал               |                         |                 |

## Пятый круг
| Штрафных баллов | Участник 1            | Результат              | Участник 2              | Штрафных баллов |
| --------------- | --------------------- | ---------------------- | ----------------------- | --------------- |
| 3,5             | Абуталеб Талеби (IRI) | По очкам               | Дональд Бем (USA)       | 4,5             |
| 3,5             | Ёдзиро Уэтакэ (JPN)   | За явным преимуществом | Бишамбар Сингх (IND)    | 8,5             |
| 5,5             | Иван Шавов (BUL)      | По очкам               | Збигнев Жедзицкий (POL) | 8               |
| 3,5             | Али Алиев (URS)       | Пропускал              |                         |                 |

## Шестой круг
| Штрафных баллов | Участник 1          | Результат | Участник 2            | Штрафных баллов |
| --------------- | ------------------- | --------- | --------------------- | --------------- |
| 5,5             | Али Алиев (URS)     | Ничья     | Абуталеб Талеби (IRI) | 5,5             |
| 5,5             | Дональд Бем (USA)   | По очкам  | Иван Шавов (BUL)      | 8,5             |
| 3,5             | Ёдзиро Уэтакэ (JPN) | Пропускал |                       |                 |

## Седьмой круг
| Штрафных баллов | Участник 1          | Результат | Участник 2            | Штрафных баллов |
| --------------- | ------------------- | --------- | --------------------- | --------------- |
| 5,5             | Ёдзиро Уэтакэ (JPN) | Ничья     | Абуталеб Талеби (IRI) | 7,5             |
| 6,5             | Дональд Бем (USA)   | По очкам  | Али Алиев (URS)       | 8,5             |